# Brygada Wsparcia Dowodzenia Wielonarodowego Korpusu Północno-Wschodniego
Brygada Wsparcia Dowodzenia Wielonarodowego Korpusu Północny-Wschód (BWD WKPW) – związek taktyczny Wojsk Łączności Sił Zbrojnych RP.

## Historia
Tworzenie jednostki  zostało zapoczątkowane rozkazem Dowódcy Wojsk Lądowych z 7 września 2005 do sformowania Grupy Organizacyjno-Przygotowawczej BWD WKP-W. Kolejnym krokiem na drodze do powstania brygady było podpisanie listów intencyjnych przez Ministrów Obrony Narodowej Danii, Niemiec i Polski. 27 lipca 2006 roku ukazał się rozkaz Dowódcy Wojsk Lądowych w sprawie realizacji przedsięwzięć umożliwiających sformowanie brygady, w którym określono szczegółowe zadania oraz ustalono termin jej utworzenia do 30 czerwca 2007 roku.
Minister Obrony Narodowej decyzją nr 307/MON z 7 września 2009 zatwierdził wzór odznaki pamiątkowej, oznaki rozpoznawczej oraz proporczyka na beret Brygady.

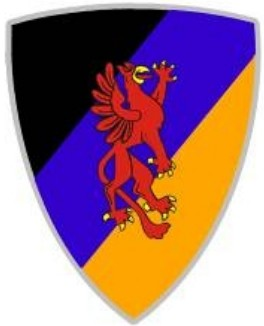
Oznaka rozpoznawcza na mundur wyjściowy
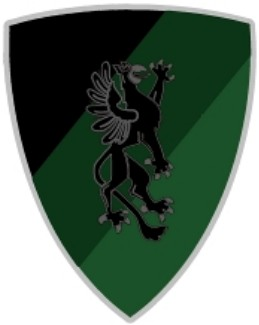
Oznaka rozpoznawcza na mundur polowy
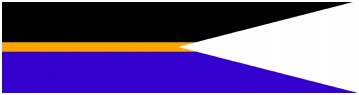
Proporczyk na beret

Decyzją Ministra Obrony Narodowej Nr 92/MON z dnia 10 kwietnia 2012 roku wprowadzono proporzec rozpoznawczy Dowódcy Brygady Wsparcia Dowodzenia Wielonarodowego Korpusu Północny-Wschód.

## Zadania
BWD WKP-W jest odpowiedzialna za budowę i utrzymanie stanowisk dowodzenia Wielonarodowego Korpusu Północny-Wschód (WKP-W). Brygada odpowiada za rozwinięcie i utrzymanie systemów łączności i dowodzenia oraz pełne zabezpieczenie bojowe oraz logistyczne organizowane na potrzeby WKP-W.

## Struktura
- Dowództwo brygady – Stargard
- 100 batalion łączności – Wałcz
- 104 batalion logistyczny – Wałcz
- 102 batalion ochrony – Bielkowo

- Zespół Wsparcia WKP-W – Szczecin
- 610 batalion łączności (610 bł) – Prenzlau (Niemcy)

## Dowódcy brygady
Źródło
- płk Ryszard Więcławski (2007-2008)
- płk Jacek Rolak (p.o. 1 II - 31 VIII 2008)
- płk Jarosław Mika (2008-2011)
- płk dypl. Wojciech Kucharski (2011-2012)
- płk Krzysztof Król (2012-5.02.2016)
- płk Jacek Rolak (5.02.2016-9.08.2021)
- płk Mirosław Postołowicz (1.10.2021-obecnie)

## Szefowie sztabu brygady
Źródło
- płk Jacek Siarkowski (02.05.2016-8.12.2017)
- płk Wiesław Budny (26.03.2018-15.11.2019)
- płk Dariusz Żurek (24.02.2020-29.01.2023)
- płk Artur Gajdemski (6.03.2023-obecnie)